# Calamus modestus
Calamus modestus là loài thực vật có hoa thuộc họ Arecaceae. Loài này được T.Evans & T.P.Anh mô tả khoa học đầu tiên năm 2001.